# Брёхово (Кимрский район)
Брёхово — деревня в Кимрском районе Тверской области. Входит в состав Приволжского сельского поселения.

## География
Находится в юго-восточной части Тверской области на расстоянии приблизительно 11 км на северо-восток по прямой от районного центра города Кимры на левом берегу реки Хотча.

## История
Известна с 1628 года как пустошь. С 1678 известна как деревня из 1 двора. В 1770 (тогда Брюхово) 9 дворов, в 1851 −16. В 1859 году здесь (деревня Калязинского уезда Тверской губернии) было учтено 18 дворов.

## Население
Численность населения: 47 человек (1770 год), 192 (1851), 214 (1859 год), 1 (русские 100 %) в 2002 году, 1 в 2010.